# 原田義久
原田 義久（はらだ よしひさ、1968年1月13日- ）は、日本の警察官僚。カジノ管理委員会事務局次長。

## 来歴
東京都出身。東京大学法学部を卒業後、1992年 (平成4年)、警察庁に入庁。
入庁後、福井県警察本部生活安全部生活保安課長、警視庁刑事部特殊金融犯罪対策官兼生活安全部理事官、警視庁組織犯罪対策部組織犯罪対策第四課長、国税庁金沢国税局課税部長、福岡県警察本部警務部長、原子力規制庁長官官房サイバーセキュリティ・情報化参事官などを歴任。
2019年3月22日、栃木県警察本部長に就任。1年7か月の在任中、少年課と子供女性安全対策室を統合して発足した人身安全少年課と国体・障スポ対策課を新設することなどに取り組んだ。
その後、警察庁長官官房教養厚生課長、警察庁長官官房審議官(サイバー警察局担当)、警察庁長官官房首席監察官、カジノ管理委員会事務局監督調査部長などを歴任。
2025年7月1日、カジノ管理委員会事務局次長に就任。

## 略歴
- 1992年4月-  警察庁入庁[1][4][6]
- 1995年8月-  福井県警察本部生活安全部生活保安課長[4]
- 1997年3月-  和歌山県警察本部刑事部捜査第二課長[11]
- 1998年8月-  警察庁刑事局暴力団対策部暴力団対策第二課課長補佐[12]
- 2000年8月-  金融庁検査部総務課課長補佐[4]
- 2001年1月-  金融庁検査局総務課課長補佐 (組織改正)[4]
- 2002年8月-  警視庁刑事部特殊金融犯罪対策官兼生活安全部理事官[13]
- 2004年8月-  埼玉県警察本部刑事部捜査第二課長[14]
- 2006年4月-  警察庁刑事局捜査第二課課長補佐・理事官[15][4]
- 2008年1月-  警察庁刑事局組織犯罪対策部暴力団対策課理事官[4]
- 2009年2月-  警視庁組織犯罪対策部組織犯罪対策第四課長[16]
- 2010年
  - 7月10日- 警察庁長官官房付[17]
  - 7月10日- 国税庁金沢国税局課税部長[17][18]
- 2012年
  - 7月-  警察庁刑事局付[19]
  - 8月-  警視庁刑事局捜査第二課特殊詐欺対策室長兼生活安全局付[4]
- 2014年7月-  警察庁刑事局組織犯罪対策部組織犯罪対策企画課犯罪収益移転防止対策室長[20]
- 2015年3月-   福岡県警察本部警務部長[21]
- 2016年
  - 8月22日- 警察庁長官官房付[22]
  - 8月29日- 原子力規制庁長官官房サイバーセキュリティ・情報化参事官[23]
- 2017年7月-   原子力規制庁長官官房参事官(会計担当)兼法規部門統括調整官[4]
- 2019年3月-   栃木県警察本部長[6][7][8] [9](2020年8月6日付で任警視監[24])
- 2020年10月- 警察大学校警務教養部長兼警察政策研究センター付[25][26]
- 2021年
  - 1月-   警察大学校警務教養部長兼組織犯罪対策教養部長兼刑事教養部長兼警察庁刑事局組織犯罪対策部付兼警察大学校警察政策研究センター付[27][28]
  - 8月-   警察庁長官官房教養厚生課長[29][30]
- 2022年3月-   警察庁長官官房技術審議官[31][32]
- 2022年4月-   警察庁長官官房審議官(サイバー警察局担当)[33][34]
- 2023年1月-   警察庁長官官房首席監察官[35][36]
- 2023年8月-   カジノ管理委員会事務局監督調査部長[37][38]
- 2025年7月-   カジノ管理委員会事務局次長[2][3][4][5]